# 辛屯镇
辛屯镇，是中华人民共和国云南省大理白族自治州鹤庆县下辖的一个乡镇级行政单位。

## 行政区划
辛屯镇下辖以下地区：
辛屯村、三合村、逢密村、新登村、大登村、新村、妙登村、双龙村、连义村、如意村、南河村和大福地村。